# Coccostroma cynometrae
Coccostroma cynometrae är en svampart som beskrevs av Sivan. 1974. Coccostroma cynometrae ingår i släktet Coccostroma och familjen Phyllachoraceae.   Inga underarter finns listade i Catalogue of Life.